# Ousmane Diakité
Ousmane Diakité (Mali, 2000. július 25. –) mali korosztályos válogatott labdarúgó, a TSV Hartberg játékosa.

## Pályafutása

### Klubcsapatokban
Ousmane Diakité Maliban született. 
A pályafutását a Yeelen felnőtt csapatában kezdte. 2018 július 26-án ötéves szerződést kötött az osztrák Red Bull Salzburg együttesével.
Egy nappal később kölcsönjátékosként a Liefering csapatába igazolt. Először a 2018. július 27-ei, Horn elleni mérkőzésen lépett pályára. Első gólját az október 5-én, az Lafnitz ellen szerezte.
A 2019–20-as szezonban a Rheindorf Altachnál, majd a 2021–22-es szezon első felében a svájci St. Gallen csapatában szerepelt kölcsönben.
2023. február 1-jén jelentették be, hogy 2024 nyaráig írt alá a TSV Hartberg csapatához.

### A válogatottban
2017-ben debütált a mali U20-as válogatottban. Először a 2017. március 1-jei, Zambia elleni mérkőzésen lépett pályára. Első válogatott gólját 2019. május 31-én, Franciaország ellen szerezte. Az U20-as válogatottal részt vett a 2019-es U20-as világbajnokságon, ahol egészen a negyeddöntőig jutottak.

## Statisztika
2021. december 18. szerint.
| Klub                          | Szezon   | Bajnokság          | Bajnokság | Bajnokság | Kupa  | Kupa  | Nemzetközi | Nemzetközi | Összesen | Összesen |
| Klub                          | Szezon   | Bajnokság          | Mérk.     | Gólok     | Mérk. | Gólok | Mérk.      | Gólok      | Mérk.    | Gólok    |
| ----------------------------- | -------- | ------------------ | --------- | --------- | ----- | ----- | ---------- | ---------- | -------- | -------- |
| Liefering (kölcsönben)        | 2018–19  | 2. Liga            | 19        | 1         | 0     | 0     | 0          | 0          | 19       | 1        |
| Rheindorf Altach (kölcsönben) | 2019–20  | Osztrák Bundesliga | 9         | 0         | 1     | 2     | 0          | 0          | 10       | 2        |
| St. Gallen (kölcsönben)       | 2021–22  | Super League       | 13        | 2         | 3     | 0     | 0          | 0          | 16       | 2        |
| TSV Hartberg                  | 2022–23  | Osztrák Bundesliga | 0         | 0         | 0     | 0     | 0          | 0          | 0        | 0        |
| Összesen                      | Összesen | Összesen           | 41        | 3         | 4     | 2     | 0          | 0          | 45       | 5        |

## Sikerei, díjai
- Mali U20
  - U20-as Afrikai nemzetek kupája: 2019